# Sigifredo López
Sigifredo López Tobón (né le 29 octobre 1963 à Pradera Valle del Cauca) est un avocat et homme politique colombien.
Il est marié à Silvia Patricia Nieto et a deux fils, Lucas Guillermo et Sergio Alejandro.

## Enlèvement
Il a été enlevé par les FARC le 11 avril 2002, alors qu'il était député de l'Assemblée Departementale de Valle del Cauca, en même temps que 11 autres députés  (Rufino Varela, Carlos Barragán, John Jairo Hoyos, Alberto Quintero Herrera, Juan Carlos Narváez, Edinson Pérez, Nacianceno Orozco, Carlos Charry, Francisco Giraldo, Ramiro Echeverry et Héctor Arismendy). Tous ont été enlevés de l'Assemblée régionale à Cali grâce à une fausse alerte à la bombe ayant entrainé l'évacuation des locaux. Les députés ont alors été invités à monter à bord d'un bus par des guerilleros déguisés en militaires colombiens, puis emmenés dans la jungle. Un policier ayant essayé de s'interposer a été poignardé au cours de l'opération.
Le 18 juin 2007, au cours d'un épisode encore confus (les hommes des FARC, voyant des hommes armés les approcher, se seraient crus à tort attaqués par l'armée colombienne alors qu'il s'agissait d'un autre détachement des FARC qui croyait quant à lui attaquer un régiment de l'ELN, autre mouvement de guerilla colombien), 11 députés furent assassinés par balles, selon la consigne donnée à leurs gardiens. Seul Sigifredo López a survécu, car les FARC l'auraient fait rejoindre peu de temps avant un autre groupe de détenus, parce qu'il était malade, ou par punition.
Il a été libéré par les FARC, a priori sans contrepartie, le 5 février 2009, dans le département de Cauca. Contrairement à Íngrid Betancourt, il a affirmé au cours d'une conférence de presse que les otages redoutaient avant tout une intervention de l'armée colombienne, et s'est montré très critique envers le président Álvaro Uribe et sa stratégie de raids militaires.
Sigifredo Lopez est considéré comme le dernier otage politique retenu par les FARC, qui, après sa libération, détiennent encore des policiers, des militaires de l'armée colombiennes, et de simples civils (souvent des paysans dont ils espèrent obtenir des rançons).
Après sa libération, Sigifredo Lopez a demandé et obtenu une indemnisation de l'État colombien qui a reconnu que les services de sécurité de l'Assemblée nationale n'avaient pas rempli leur rôle.
En 2011, il annonce sa candidature, au nom du Parti Libéral, comme maire de la ville de Cali. Les sondages lui attribuent 17 % d'intentions de vote.

## Accusations
Le 16 mai 2012, Sigifredo López est arrêté à Cali, et accusé d'avoir participé à l'assassinat de ses 11 camarades, en fournissant des informations aux FARC sur la façon d'entrer dans le bâtiment de l'Assemblée Générale à Cali.Il est soupçonné d'apparaitre sur une vidéo de préparation de l'attaque retrouvée sur un ordinateur de l'ancien chef guerillero Alfonso Cano,. Il est libéré le 14 août 2012.

## Sources
Cet article est essentiellement issu de la traduction de l'article présent sur Wikipedia espagnole.